# Brunswick Harbour
Brunswick Harbour (in der deutschen Kolonialzeit Braunschweighafen, auch Braunshweig Harbour oder Braunschweig Harbour genannt) ist eine Bucht an der Südküste des Huongolfs in der Provinz Morobe von Papua-Neuguinea.
Die Bucht gehört damit zur Salomonensee und ist etwa 2 km breit und etwa 2,5 km tief.
An der südlichen Küste der Bucht liegt die Siedlung Sipoma (auch: Siboma), der einzige Ort, an dem die lokale austronesische Sprache Numbami (zum Teil auch als Sipoma oder Siboma bezeichnet), ISO-639-3-Code: sij, noch aktiv gesprochen wird.